# Cerapachys macrops
Cerapachys macrops är en myrart som först beskrevs av Clark 1941.  Cerapachys macrops ingår i släktet Cerapachys och familjen myror. Inga underarter finns listade i Catalogue of Life.